# 目盛り
| ウィキペディアには「目盛り」という見出しの百科事典記事はありません（タイトルに「目盛り」を含むページの一覧/「目盛り」で始まるページの一覧）。 代わりにウィクショナリーのページ「目盛り」が役に立つかもしれません。 |